# Метропия
«Метропия» (англ. Metropia) — шведский компьютерный анимационный фантастический фильм 2009 года на английском языке режиссёра Тарика Салеха. Сценарий фильма, изображающий футуристическую Европу, написан Тариком Салехом, Стигом Ларссоном и Фредриком Эдином по рассказу Тарика Салеха, Фредрика Эдина и Мартина Хультмана. В производстве фильма использована техника, когда настоящие фотографии редактируются и стилизуются с помощью компьютерных программ, а затем анимируются. Стиль изображений был навеян работами Терри Гиллиама, Роя Андерссона и Юрия Норштейна.

## Сюжет
Действие «Метропии» происходит в футуристической Европе 2024 года, когда природные ресурсы Земли исчерпаны, а гигантская сеть метро компании «Трекс Груп» (The Trexx Group) связывает под землёй все города Европы.
Роджер, живущий в пригороде Стокгольма с девушкой Анной, работает в компании «Суперзвонок» (SuperCall), предпочитает передвигаться на велосипеде, избегая метро. В 22:30, когда он приходит с работы домой, Анна разговаривает по телефону со своим другом Карлом, что не нравится Роджеру. Ночью Роджеру слышится голос, который обращается к нему, но он считает его плодом своего воображения. Утром перед выходом на работу он принимает душ с шампунем Дангст (Dangst), рекламу которого показывают по телевизору. Когда Анна смотрит телевизор, кто-то наблюдает за её комнатой через монитор.
Роджер решает ехать на работу на метро, где вновь слышит голос, который обсуждает с ним его жизнь с Анной. На станции пересадки он видит девушку из рекламы шампуня и, прогуляв рабочий день, следует за ней на поезде в Копенгаген, где он впервые говорит с ней. Она говорит, что знает о голосе в его голове, в чём Роджер не признался. Позже он слышит, как голос в его голове называет имя «Стефан Юнг» и адрес. На станции метро в Копенгагене его допрашивают работники компании «Трекс», затем он случайно становится зрителем программы «Убежище», где вновь видит девушку из рекламы, а один парень обращается к нему по имени Стефан.
Следуя за девушкой, он попадает с ней в Ингольштадт, где директор компании «Трекс» Иван Бан рассказывает почётным гостям об успехах европейского метро, о слежке за людьми через их телевизоры и о шампуне «Дангст», с помощью которого можно управлять поведением и читать мысли использующих его людей. После того как Нина (девушка из рекламы) задаёт Ивану Бану неудобный вопрос, её просят удалиться. Роджер спрашивает у неё о голосах, она отводит его на завод «Дангст» и рассказывает о контроле, который компания осуществляет над всеми людьми. Роджер перестаёт говорить на заводе по совету Нины и оператор, чей голос Роджер постоянно слышит (Стефан Юнг), теряет Роджера на своём мониторе.
Нина предлагает Роджеру избавиться от голоса и они едут в Париж. Стефан пытается убедить Роджера поехать домой, встречается с ним (их внешность оказывается похожей), сообщает, что Нина является дочерью Ивана Бана.
Ральф Паркер, который в компании «Трекс» обеспечивает безопасность Бана, скидывает Стефана под поезд. Следуя плану Нины, Роджер, пользуясь сходством со Стефаном, проникает в офис компании, наблюдает через монитор слежения за Анной, которая встречается дома с Карлом, который безуспешно пытается её соблазнить. Когда Роджера в офисе обнаруживает Иван Бан, Роджер приводит в действие взрывное устройство. Роджеру удаётся сбежать из офиса до взрыва, в поезде он видит Нину и Ральфа Паркера вместе. Ральф пытается убить его, но Нина стреляет ему в голову, говоря, что тот утратил свою функцию. Роджера она отпускает.
Когда Роджер возвращается домой, Анна смотрит телевизор, где сообщается о теракте в Париже, который якобы совершил Стефан Юнг, и о том, что Нина, дочь Ивана Бана, унаследовала компанию «Трекс Груп».

## Роли озвучивали
- Винсент Галло — Роджер
- Джульетт Льюис — Нина
- Удо Кир — Иван Бан
- Стеллан Скарсгард — Ральф Паркер
- Александр Скарсгард — Стефан Юнг
- София Хелин — Анна
- Шанти Рони — Карл
- Фарес Фарес — Фираз
- Индиана Найделл — Уэйн Маршалл
- Фредрик Эддари — Мехмет

## Производство
Рассказ и сопутствующие материалы разрабатывались компанией Atmo, расположенной в Стокгольме, в течение четырёх лет до того, как началась работа над анимацией. В производстве фильма приняли участие датская компания Zentropa и норвежская — Tordenfilm, поддержку оказал фонд Совета Европы Eurimages, бюджет фильма составил около 34 млн шведских крон.
В качестве моделей для персонажей фильма были использованы обычные люди с улицы. Так, основной персонаж Роджер был основан на внешности работника ресторана, который постоянно посещали сотрудники компании Atmo, а Нина была «найдена» в магазине косметики. Винсент Галло согласился принять участие в озвучивании фильма после того, как просмотрел 30 секунд завершённой анимации и узнал, что к проекту уже присоединился немецкий актёр Удо Кир, чьим поклонником был Галло.
После окончания работы над сценарием фотограф Сессе Линд совершил поездку по Европе и сделал фотографии нужных мест в Стокгольме, Берлине, Париже и Копенгагене. Фотографии были обработаны в программе Photoshop и анимированы с помощью Adobe After Effects под руководством главного аниматора Исака Герцена. Анимация была сделана в Тролльхеттане в анимационной студии компании Film i Väst. Процесс производства занял два года.

## Выход
«Метропия» впервые была продемонстрирована 3 сентября 2009 года на Венецианском кинофестивале, где открыла «Неделю критики», однако не участвовала в конкурсном показе. В том же году фильм демонстрировался на кинофестивалях в Хельсинки (20 сентября), Сиджесе (5 октября), Варшаве (9 октября), Пусане (9 октября), Лондоне (21 октября), Сан-Паулу (23 октября), Осло (24 ноября). 27 ноября 2009 года мультфильм начали демонстрировать в кинотеатрах Швеции. В России фильм вышел на DVD 22 апреля 2010 года.

## Награды и номинации
| Список номинаций и наград «Метропии»            | Список номинаций и наград «Метропии» | Список номинаций и наград «Метропии» | Список номинаций и наград «Метропии» |
| Премия                                          | Номинация                            | Номинант                             | Результат                            |
| ----------------------------------------------- | ------------------------------------ | ------------------------------------ | ------------------------------------ |
| Венецианский кинофестиваль (2009)               | Future Film Festival Digital Award   | Тарик Салех                          | Победа                               |
| Международный кинофестиваль в Каталонии (2009)  | Лучший фильм                         | Тарик Салех                          | Номинация                            |
| Международный кинофестиваль в Сан-Паулу (2009)  | International Jury Award             | Тарик Салех                          | Номинация                            |
| Международный кинофестиваль в Стокгольме (2009) | Лучшая музыка                        | Кристер Линдер                       | Победа                               |
| Международный кинофестиваль в Стокгольме (2009) | Бронзовая лошадь                     | Тарик Салех                          | Номинация                            |